# اعتلال عضلي
اعتلال عضلي  (بالإنجليزية: Myopathy)‏ هو مرض عضلات تفقد ألياف العضلات عملها السويّ بسبب واحد من أسباب عديدة، مما يؤدي إلى ضعف العضلات.
يمكن تصنيف أمراض العضل إلى اضطرابات عصبية عضلية واضطرابات عضلية هيكلية. بعض الحالات، مثل التهاب العضل، يمكن أن تعتبر كاضطرابات عصبية عضلية وكذلك عضلية هيكلية.

## الاعتلال العضلي في الأمراض المجموعية
الاعتلال العضلي في الأمراض المجموعية هو نتيجة لعدة أمراض مختلفة تتعلق بالغدد الصماء، الالتهابات، العدوى، متعلّق بالأباعد الورمية، متعلّقة بالأدوية أو بالسم، الاعتلال العضلي في الأمراض الخطيرة، أيضيّ، المتعلّق بالكولاجين، والاعتلالات العضلية مع الأمراض المجموعية الأخرى. عادة ما يتجلّى الاعتلال العضلي بشكل حاد أو شبه حاد عند اللذين يعانون من الاعتلال العضلي المجموعي.

## أعراض
تشمل أعراض الاعتلال العضلي ضعف العضلات، المعص العضلي، التيبُّس والتكزّز.

## علاج
لأن أنواع مختلفة من الاعتلال العضلي تنتج بسبب اضطرابات في مسارات مختلفة، لا يوجد علاج واحد لاعتلال العضلي. تتراوح العلاجات من علاجات التي تستهدف الأعراض حتى العلاجات التي تستهدف بشكل محدد المسبب للمرض. يشمل علاج مختلف أنواع الاعتلال العضلي علاج دوائي، علاج فيزيائي، الجراحة، والتدليك.